# Uwe Sörensen
Uwe Sörensen (* 25. Februar 1920 in Schleswig; † 10. März 2006) war ein deutscher Marineoffizier, zuletzt Flottillenadmiral der Bundesmarine.

## Leben
Sörensen war das sechste von sieben Kindern seiner Familie und wuchs in Erfurt auf, wo er 1938 das humanistische Gymnasium mit dem Abitur abschloss. Anschließend leistete er sechs Monate Reichsarbeitsdienst, während dessen er beim Bau des Westwalls eingesetzt wurde. Danach begann er ein Praktikum in einem Kfz-Betrieb.
Im September 1939 wurde Sörensen als Ingenieuroffizieranwärter in die Kriegsmarine einberufen. Aufgrund einer Verletzung wurde er um einen Ausbildungsjahrgang zurückgestuft und der Crew XII/39 zugeordnet. Während des Zweiten Weltkriegs diente er auf dem Zerstörer Z 29, als Gruppenoffizier an der Marineschule Mürwik und schließlich als I. Wachingenieur und Divisionsoffizier auf dem Zerstörer Z 38. Nach Kriegsende blieb er zunächst auf diesem Schiff und überführte es nach Großbritannien, wo er bis 1946 Personal der Royal Navy an den technischen Anlagen des Zerstörers ausbilden musste.
Nach Deutschland zurückgekehrt legte Sörensen die Gesellen- und später die Meisterprüfung im Kfz-Handwerk ab und machte sich selbständig. Von 1953 bis 1956 ließ er sich in Wilhelmshaven zum Gewerbelehrer ausbilden und arbeitete anschließend als solcher für eine kurze Zeit in Schleswig.
Im April 1956 trat er mit dem Dienstgrad Kapitänleutnant in die Bundesmarine ein und übte zunächst mehrere Lehrtätigkeiten an der Technischen Marineschule I in Kiel aus. Von Dezember 1959 bis Februar 1962 gehörte er als Korvettenkapitän und Schiffstechnischer Offizier zur ersten Besatzung des von der U.S. Navy übernommenen Zerstörers 4.
Anschließend diente Sörensen, nunmehr im Dienstgrad Fregattenkapitän, als Dezernent für die Ausbildung von Offizieren und Unteroffizieren im Marineamt. Als Kapitän zur See war er fünf Jahre lang Referatsleiter im Bundesministerium der Verteidigung und ein weiteres Jahr Inspizient für Schiffstechnik im Marineamt. 1971 wurde er unter Beförderung zum Flottillenadmiral in derselben Dienststelle Admiral der Marinerüstung. Als die Dienststelle im Oktober 1973 zur Abteilung II Rüstung im Marineamt wurde, wurde er Leiter der Abteilung und zugleich Admiral für Angelegenheiten der Marinerüstung. Diese Dienststellung bekleidete er bis zu seiner Pensionierung im März 1979.